# Hamadryas oenoe
Hamadryas oenoe är en fjärilsart som beskrevs av Jean Baptiste Boisduval 1870. Hamadryas oenoe ingår i släktet Hamadryas och familjen praktfjärilar. Inga underarter finns listade i Catalogue of Life.